# Shanxia
Shanxia – rodzaj tyreofora z rodziny ankylozaurów (Ankylosauridae) żyjącego w późnej kredzie na terenie dzisiejszych Chin. Został opisany w oparciu o niekompletny szkielet obejmujący kości czaszki, kręgi, fragmenty pancerza oraz kilka kości kończyn (IVPP V11276). Na podstawie rozmiarów kości udowej Paul Barrett i współpracownicy oszacowali długość Shanxia tianzhenensis na około 3,6 m. Cechą odróżniającą Shanxia od innych ankylozaurów mogą być spłaszczone trójkątne rogi wyrastające z kości łuskowej ku tyłowi. Niektórzy naukowcy, jak Robert Sullivan, uznają tę cechę za wynik zmienności osobniczej i synonimizują Shanxia z Tianzhenosaurus. Według analizy Hilla, Witmera i Norella Shanxia jest zaawansowanym ankylozaurydem, na kladogramie znajdującym się w politomii z rodzajami Nodocephalosaurus, Tianzhenosaurus, Ankylosaurus i Euoplocephalus. Matthew Vickaryous, Teresa Maryańska i David B. Weishampel w 2004 roku uznali Shanxia za nomen dubium.
Nazwa rodzajowa Shanxia odnosi się do chińskiej prowincji Shanxi, w której odkryto holotyp.